# 과거는 낯선 나라다 (영화)
《과거는 낯선 나라다》는 2008년에 발표된 대한민국의 다큐멘터리 영화이다. 제목은 미국 학자인 데이비드 로웬덜의 책《과거는 낯선 나라다》에서 따왔다.

## 개요
1986년 4월 28일에 발생한 서울대학교 학생 김세진과 이재호 사건을 다루고 있다. 두 사람은 전방입소 반대 시위를 하던 중 반미 구호인 '반전반핵 양키고홈', '미제국주의 축출' 등을 외치고 분신해 사망했다.
극적인 내용이나 비장한 음악, 친절한 나레이션은 없으며, 살아남은 사람들이 기억하는 사건 전후 며칠을 담담히 쫓아가는 다큐멘터리이다. 김세진, 이재호와 직간접으로 관련된 이들의 구술 인터뷰만으로 구성되어 있다.
김응수는 80년대를 다룬 다큐멘터리가 과거를 신비화시키고 그 과거가 마치 누군가의 전유물인 것처럼 말하는 것을 보고 혐오감을 느꼈다며, 중요한 것은 과거에 대한 성찰이라고 밝혔다. 영화평론가 김소영은 시간을 공간화하고 기억의 지속을 열망한다는 의미에서 감독의 1996년 장편 데뷔작인 《시간은 오래 지속된다》와 쌍을 이루는 작품이라고 분석했다.

## 출연

### 주연
- 김응수
- 전호식

### 조연
- 김희제
- 김희경
- 조유식
- 이영범
- 이정승